# Dichelacera princessa
Dichelacera princessa är en tvåvingeart som beskrevs av David Fairchild och Philip 1960. Dichelacera princessa ingår i släktet Dichelacera och familjen bromsar. Inga underarter finns listade i Catalogue of Life.